# Hetman Ivan Mazepa (corvette)
Pour l’article homonyme, voir Ivan Mazepa.
L'Hetman Ivan Mazepa (F-211) est une corvette ukrainienne de classe Ada lancée le 2 octobre 2022 en présence de la Première dame Olena Zelenska. Il s'agit de la première corvette  de la Marine ukrainienne construite en Turquie. Le bâtiment est stationné en Turquie, ne pouvant être acheminé en Ukraine en raison de la fermeture du détroit du Bosphore aux navires militaires en temps de guerre (convention de Montreux).

## Historique

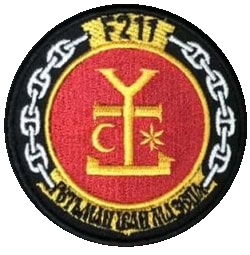
Insigne du navire

La corvette Hetman Ivan Mazepa voit sa conception débuter en 2021. Son nom est choisi la même année par le président Volodymyr Zelensky en hommage au hetman cosaque Ivan Mazepa.
Elle est construite dans un chantier naval en Turquie, Istanbul Naval Shipyard (INS). Le 2 octobre 2022, elle est baptisée et lancée lors d'une visite de la Première dame Olena Zelenska. En raison de l'invasion de l'Ukraine par la Russie, le navire reste stationné en Turquie, ne pouvant rejoindre l'Ukraine du fait de la fermeture du détroit du Bosphore aux navires militaires (convention de Montreux).
Le 5 juillet 2024, la Marine ukrainienne diffuse une vidéo montrant un exercice effectué en mer, visant à tester les systèmes du navire. La corvette est annoncée pour entrer en service au sein de la Marine ukrainienne au cours de l'année 2024.